# عبدالمجید مجیدی
عبدالمجید مجیدی (زادهٔ ۲۱ دی ۱۳۰۷ – درگذشته ۵ اسفند ۱۳۹۲)؛ سیاستمدار ایرانی، وزیر تولیدات کشاورزی و وزیر کار، وزیر مشاور و رئیس سازمان برنامه و بودجه ایران در سال‌های (۱۳۵۶–۱۳۵۱) در کابینه‌های مختلف هویدا بود.

## زندگی‌نامه
او در ۲۱ دی سال ۱۳۰۷، در خانواده ای اصالتاً مازندرانی در تهران متولد گردید. پدرش قوام الدین مجیدی، از اهالی روستای کلا-توابع شهرستان نور، وکیل دادگستری، از پایه‌گذاران حرفه وکالت به شکل نوین در ایران بود. مادرش بانو فاطمه مقصودی فرزند محمد یوسف ملک‌زاده مقصودی، ملقب به ملک‌التجار مازندرانی، بود. بنابر گفته عبدالمجید مجیدی پدربزرگش، محمد یوسف ملک‌زاده، از اولین فراماسونرهای مازندران بوده است. عبدالمجید، فرزند دوم خانواده، همراه با هفت برادر و یک خواهر خود، تحصیلات مقدماتی و دانشگاهی را در تهران طی کرد و برای ادامه تحصیلات همچون سایر افراد خانواده عازم اروپا گردید.
مجیدی خدمات دولتی خود را در سال ۱۳۳۲ از بانک توسعه صنعتی آغاز نمود سپس به ریاست دفتر مرکزی بودجه کل کشور منصوب شد. وی در سال ۱۳۴۵ معاون نخست‌وزیر گردید و ۱۲ ماه بعد به سمت وزیر تولیدات کشاورزی و مواد مصرفی تعیین شد.
همسر مجیدی، منیر وکیلی، خواننده گروه اپرای تهران بود. مدت کوتاهی پس از انقلاب آنها دچار یک سانحه شدید اتوموبیل شدند که به مرگ منیر وکیلی انجامید.

## سوابق تحصیلی و اجرایی
وی در ۲۱ سالگی از دانشکده حقوق دانشگاه تهران فارغ‌التحصیل گشت و برای ادامه تحصیل راهی پاریس شد. در سال ۱۳۳۱ ش پس از اخذ درجه دکتری در رشته حقوق به ایران بازگشت. در سال ۱۳۳۵ با سمت کمک کارشناس اقتصادی در سازمان برنامه استخدام شد. چهار سال بعد برای تحصیل در رشته اقتصاد در مقطع کارشناسی ارشد به دانشگاه هاروارد آمریکا رفت. در فروردین ۱۳۴۳ به سمت معاون مدیرعامل سازمان برنامه و رئیس دفتر بودجه منصوب شد و با حفظ سمت، از شهریور ۱۳۴۵ معاون نخست‌وزیر شد. او در شهریور ۱۳۴۶ وزیر تولیدات کشاورزی و مواد مصرفی و در آذر ۱۳۴۷ وزیر کار و امور اجتماعی شد و چهار سال در این سمت باقی ماند. در دی ۱۳۵۱ در مقام وزیر مشاور و رئیس به سازمان برنامه و بودجه بازگشت و تا مرداد ۱۳۵۶ (استعفای دولت هویدا) این مسئولیت را بر عهده داشت. بعد از دولت هویدا به دبیر کلی بنیاد فرح رسید. پس از آنکه شاه سیستم تک‌حزبی، رستاخیز، را در ایران برپا نمود مجیدی رهبری «جناح پیشرو»رستاخیزرا برعهده گرفت، او که بر این باور بود که قانون اساسی آنروز قانونی مترقی برای کشور‌داری است که به درستی اجرا نمی‌شود، به یاری دوستانش در جناح پیشرو برنامه‌ئی برای بهبودعمل‌کرد قوای سه‌گانه تهیه نمود که با مخالفت شدید شاه روبرو شد.  شاه به او گفت «قانون اساسی یعنی خواست من و ملت» . ولی به گفته مجیدی باهمه این که این گفته زیبائی بود ملت جائی برای ابراز خواست‌های‌اش نداشت، زیرا مجلس مجلسی انتخابی نبود.
در دوران نخست‌وزیری بختیار بازداشت شد؛ ولی در نخستین روزهای انقلاب از زندان گریخت و پس از سه ماه و نیم زندگی در خفا به فرانسه رفت.
وی از وزیران مهم دهه آخر سلطنت پهلوی بود. در مقام رئیس سازمان برنامه و بودجه نه تنها با نخست‌وزیر و کلیه وزیران تماس روزمره و مستمر داشت بلکه به‌طور منظم برای دادن گزارش و دریافت دستور با شاه دیدار می‌کرد و در بیشتر جلسات مهم تصمیم‌گیری حضور داشت یا از طریق روابط نزدیکش با امیرعباس هویدا از نتایج آنها آگاه می‌شد.

## درگذشت
عبدالمجید مجیدی در ۵ اسفند ۱۳۹۲ در سن ۸۵ سالگی درگذشت.